# Homère, la dernière odyssée
Pour plus de détails, voir Fiche technique et Distribution.
Homère, la dernière odyssée est un film franco-italien écrit et réalisé par Fabio Carpi et sorti en 1997.

## Synopsis
Un vieil écrivain aveugle parcourt le monde pour une tournée conférences, accompagné de Sibilla qui partage sa vie.

## Fiche technique
- Titre italien : Nel profondo paese straniero
- Réalisation : Fabio Carpi
- Scénario : Fabio Carpi
- Image : Fabio Cianchetti
- Montage : Bruno Sarandrea
- Durée : 102 minutes
- Date de sortie :
  - Canada : 30 août 1997
  - Argentine : 14 novembre 1997 : Festival de Mar del Plata
  - France: 4 février 1998

## Distribution
- Claude Rich : René Kermadec
- Valeria Cavalli : Sibilla
- Grégoire Colin : Manuel Fernandez
- Renée Faure : Eugénie
- Jacques Dufilho : Dominique
- Natalia Bizzi
- José Quaglio : Finkel
- Linda Koslovich : Sophie Finkel
- Giovanni Guidelli : Dario
- Walter Vidarte : Ramon
- Roger Ibáñez
- Antonio Pettinelli